# Evarra tlahuacensis
Evarra tlahuacensis foi uma espécie de Actinopterygii da família Cyprinidae.
Apenas pode ser encontrada no seguinte país: México.